# فندقه
فندقه (انگلیسی: Achene) میوه‌ای تک‌دانه و خشک ناشکوفا است از نمو تخمدان یک‌برچه‌ای حاصل می‌شود. فرابر سخت در اطراف آن قرار دارد و به آسانی از دانه جدا می‌شود.

## نگارخانه

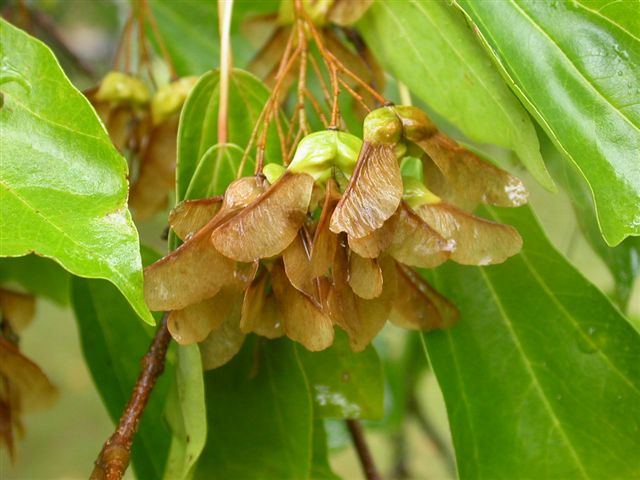
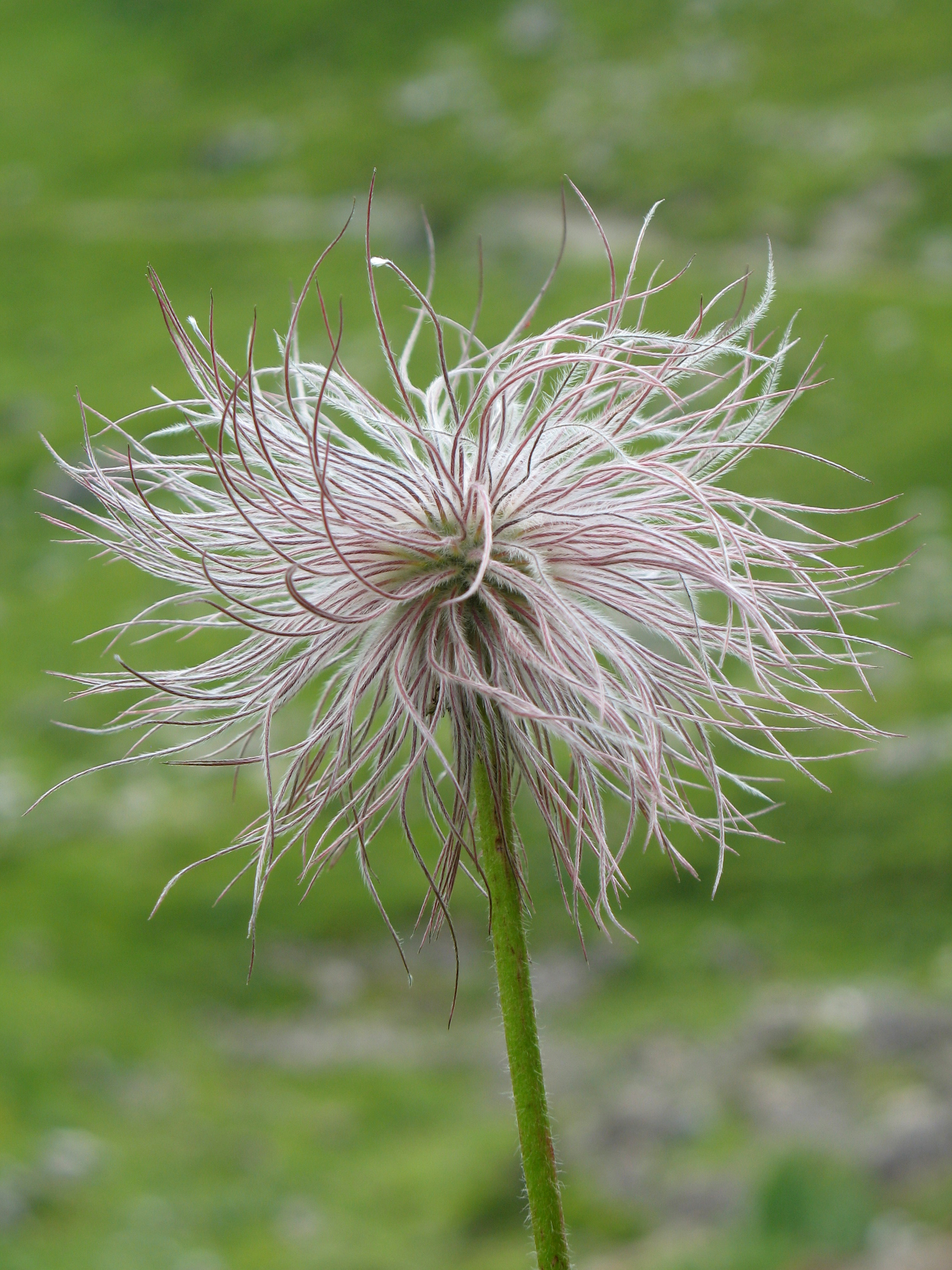